# Passage des Charbonniers
Le passage des Charbonniers est une voie du 15e arrondissement de Paris située dans le quartier Nord de Necker. 

## Situation et accès
Cette courte rue carrossable part de la place de la République-de-Panama au bout du boulevard Garibaldi et rejoint la rue Lecourbe non loin de son extrémité. La station du  métro aérien (ligne 6) à cet endroit est Sèvres-Lecourbe.

## Origine du nom
Initialement appelée passage de Sèvres, cette voie a ensuite été rebaptisée avec la rue Lecourbe et doit son nom au voisinage de chantiers de bois et de charbon.

## Bâtiments remarquables et lieux de mémoire

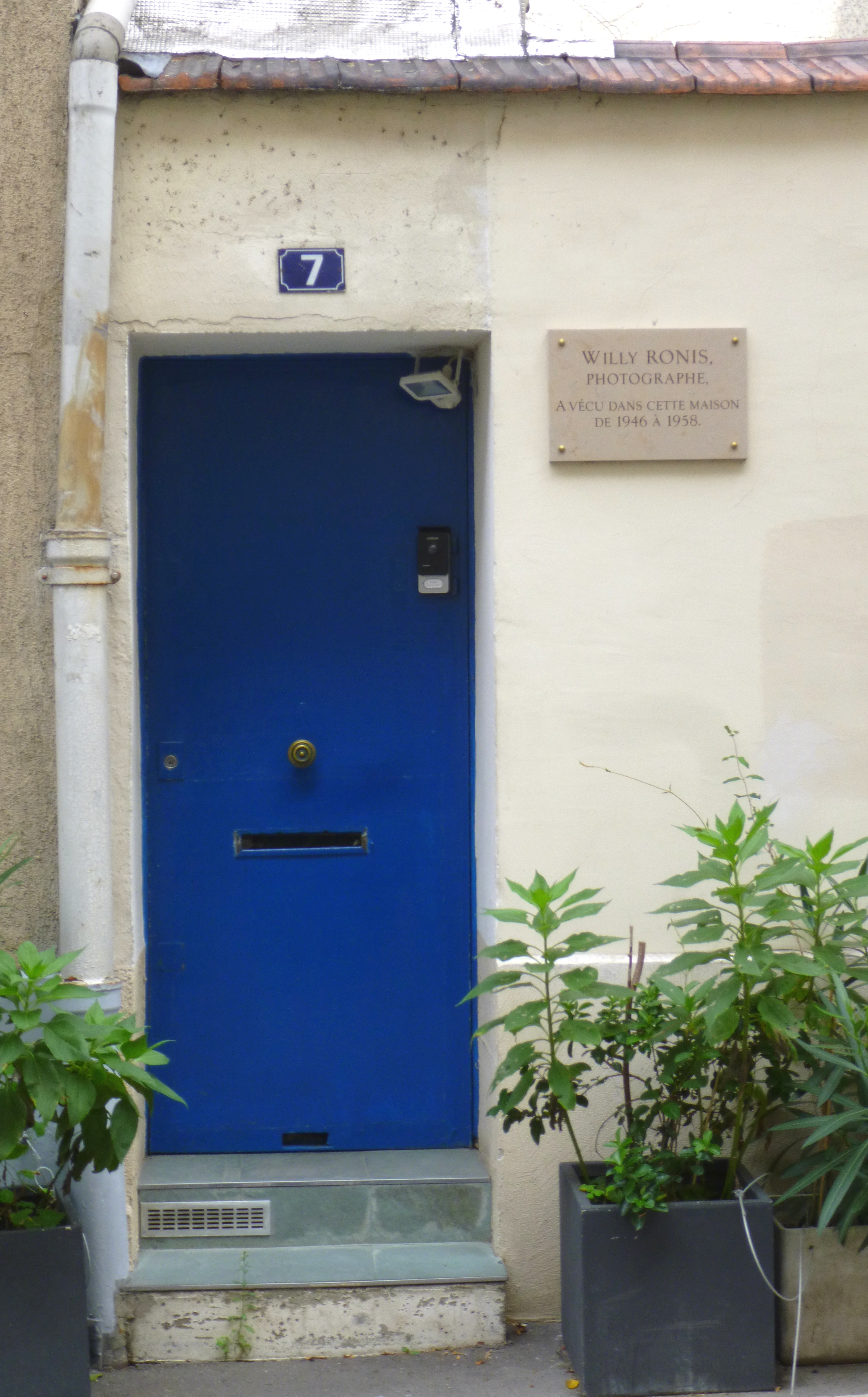
Le no 7 avec la plaque posée en 2019.

En 1946, le photographe Willy Ronis s'installe avec sa femme Marie-Anne Lansiaux et leur fils Vincent au 7, passage des Charbonniers. Ils y resteront jusqu'en 1958. C'est durant cette période que le photographe humaniste réalise une immense galerie de personnages et de scènes de la vie parisienne. Une plaque commémorative lui rend depuis hommage.
Chargée d'histoire, cette maison a ensuite été la demeure familiale des musicologues Brigitte et Jean Massin, puis de leur fille chorégraphe Béatrice Massin. Lui ont ensuite succédé le désigner horloger François Quentin et l’œnologue Sylvie Schindler.